# Velîki Vilmî
Velîki Vilmî (în ucraineană Великі Вільми) este localitatea de reședință a comunei Velîki Vilmî din raionul Sumî, regiunea Sumî, Ucraina.

## Demografie
Componența lingvistică a localității Velîki Vilmî
     Ucraineană (97,12%)
     Rusă (2,71%)
Conform recensământului din 2001, majoritatea populației localității Velîki Vilmî era vorbitoare de ucraineană (97,12%), existând în minoritate și vorbitori de rusă (2,71%).